# Andrew Buchanan (kirurg)
Andrew Buchanan, född den 10 december 1798 i Glasgow, död 1882, var en skotsk kirurg.
Buchanan, som var son till en köpman, studerade vid universiteten i Glasgow och Edinburgh samt i Paris. År 1828 grundade han och blev medredaktör för Glasgow Medical Journal. Buchanan blev kirurg vid Glasgow Royal Infirmary och 1839 den förste innehavaren av posten som Regius Professor of the Institutes of Medicine vid Glasgows universitet. Buchanan drog sig tillbaka från sin lärostol 1876. Han var president i Royal Faculty of Physicians and Surgeons of Glasgow 1879-1880. Buchanan var en högt ansedd kirurg och betraktas av biokemister som en av grundarna av deras vetenskap. Buchanan Chair of Physiology uppkallades efter honom 1965.